# ماكس ليزلي
ماكس ليزلي (بالإنجليزية: Max Leslie)‏ هو ضابط أمريكي، ولد في 24 أكتوبر 1902 في سياتل في الولايات المتحدة، وتوفي في 1984 في سان دييغو في الولايات المتحدة.